# Ramon Bellmunt i Saura
Ramon Bellmunt i Saura (Lleida, 15 de desembre de 1907 – Lleida, 12 de gener de 1999) fou un músic, gestor musical, pedagog musical, violoncel·lista, saxofonista, banjo i contrabaixista lleidatà format a l'Schola Cantorum de Lleida, entitat musical creada i dirigida pel seu padrí de fonts Mossèn Ramon Esteve i Carulla.

## Biografia
Ramon Bellmunt i Saura va néixer a Lleida, al carrer de la Palma, fill de Carles Bellmunt i Moragues i Dolors Saura Rovira, propietaris de la cansaladeria Cal Carles del carrer la Palma de Lleida núm. 25, coneguda com els Carlets. Fou el quart de deu germans, sis noies i quatre nois, dos dels quals, Llorenç Bellmunt i Saura i el mateix Ramon, es dedicarien a la música.

### Formació musical
L'any 1917, als seus deu anys d'edat, s'integrà al Seminari Conciliar de Lleida i a l'Schola Cantorum de Lleida, entitat musical dirigida i fundada pel seu Padrí de fonts Mossèn Ramon Esteve i Carulla, qui ocuparia la plaça d'organista de la Catedral de Lleida, essent també director de la Capella musical del Seminari i de la Pontifícia i Real Acadèmia Mariana.
Al 1922, als 15 anys d'edat, Ramon Bellmunt i Saura, després de cinc anys d’estudis religiosos reglats de llatí, filosofia i música, abandona el Seminari de Lleida i inicia una formació seglar de comerç i comptabilitat al Liceu Escolar de Lleida, però, a finals d’any, al Nadal de 1922, el seu germà Llorenç Bellmunt i Saura, que estudiava violoncel a Barcelona, sota el mestratge de Pau Casals i Defilló, mor de pulmonia i Ramon Bellmunt i Saura hereta l'instrument familiar, al que es dedica amb gran intensitat i dedicació, de la mà del seu nou mestre Mossèn Josep Illa i Gras, sacerdot i músic beneficiat de la Catedral de Lleida.

### Primeres actuacions musicals
Ramon Bellmunt i Saura debutà com a violoncel·lista als 18 anys en un quartet de corda format per Ramon Currià i Caelles a l'harmonium, Victor Mateu Moles al piano, Francesc Farrús al violí, i dos músics militars: Clavé, al trombó de vares i Gallén amb la trompeta.

### Acompanyament musical al cinema mut i gestor d’orquestra
Músic d'acompanyament al cinema mut, formà part del “Septet del Teatre Victòria” i d'altres agrupacions orquestrals que posaven presencialment banda sonora a les pel·lícules, en una primera fase improvisant al seu criteri continguts musicals adients a l'argument que es desenvolupava a la pantalla per a, posteriorment, interpretar les partitures que la pròpia productora cinematogràfica prescrivia per a cada passatge. Finalitzada la projecció, sovint es continuava amb espectacles de “varietés” al mateix local. Com a conseqüència d'aquesta activitat, Ramon Bellmunt i Saura prendria contacte amb el món teatral, esdevenint gestor, “Xef”, de les orquestres del Teatre Principal i del Teatre Victoria de Lleida des dels anys 30 fins l’any 1977, en què el va rellevar al davant del Teatre principal el també músic Enric Roca i Peralta.
El “Septet del Teatre Victòria” actuà al Teatre Victòria i al Teatre Principal de Lleida, desenvolupant concerts i músiques per a diversos gèneres musicals com ara la Sarsuela, la Revista, etc., així com ho faria a altres locals de Lleida com el Frontón, o als espectacles vinculats a la Passió de Palau d’Anglesola, al Ballet de la Secció Femenina, balls, festes populars i actes socials.
També en aquesta època, Ramon Bellmunt i Saura formarà part del “Quartet clàssic de corda Lleida” com a violoncel, acompanyat per Joan Font a la viola i Jaume Calderó Maria al violí, músics hereus del "Sextet de Cambra" format pel seu mestre Mossèn Ramon Esteve i Carulla al piano, Josep Illa i Gras al violoncel, Francesc Farres com a violí primer, Dionis Baiget i Bassí com a violí segon, Josep Mateu Moles a la viola i Josep Ollé al contrabaix, sota el suport de Mossèn Josep Maria Llorenç, divulgador musical.

### Col·laboracions interdisciplinars
A l’any 1927, Ramon Bellmunt i Saura col·laborà juntament amb el "Quartet Clàssic Lleida" amb els moviments artístics i plàstics de l’època, portant a terme actuacions musicals al Museu d'Art Jaume Morera o a l'Ateneu de Lleida, vinculant els seus repertoris de música clàssica amb les inauguracions d’exposicions dels artistes plàstics “Shum”, Alfons Vila i Franquesa, Enric Crous Vidal, entre d'altres, iniciant una fecunda col·laboració entre músics i artistes plàstics amb el col·lectiu cultural format per Josep Benseny Piñol, Antoni Garcia i Lamolla, Leandre Cristòfol i Peralba, Ramon Ortiz Vallverdú, Magí Brossa, Oliva, Moragues i d'altres artistes plàstics i musicals de la Lleida de la preguerra, projecte innovador i multidisciplinar que la Guerra Civil espanyola malogrà.

### L'Orquestra Filharmònica de Lleida
Uns anys més tard, a l’any 1930 Ramon Bellmunt i Saura col·laboraria sota la direcció del mestre i amic Victor Mateu i Moles, en la creació de l'Orquestra Filharmònica de Lleida. Va ser el projecte més ambiciós de l’època, el qual, impulsat per l’associació de músics Unió Musical de Lleida, el sindicat de músics, i personatges com el metge i músic wagnerià Amali Prim i Seguí, agregà fins a 50 mestres. L’agrupació musical va presentar-se al públic en el seu primer concert al Teatre dels Camps Elisis de Lleida el dia 24 de juny de 1930  i actuà a les Terres de Lleida fins a prop de la guerra civil, la qual va truncar la iniciativa.

### Introductor del Jazz a Lleida

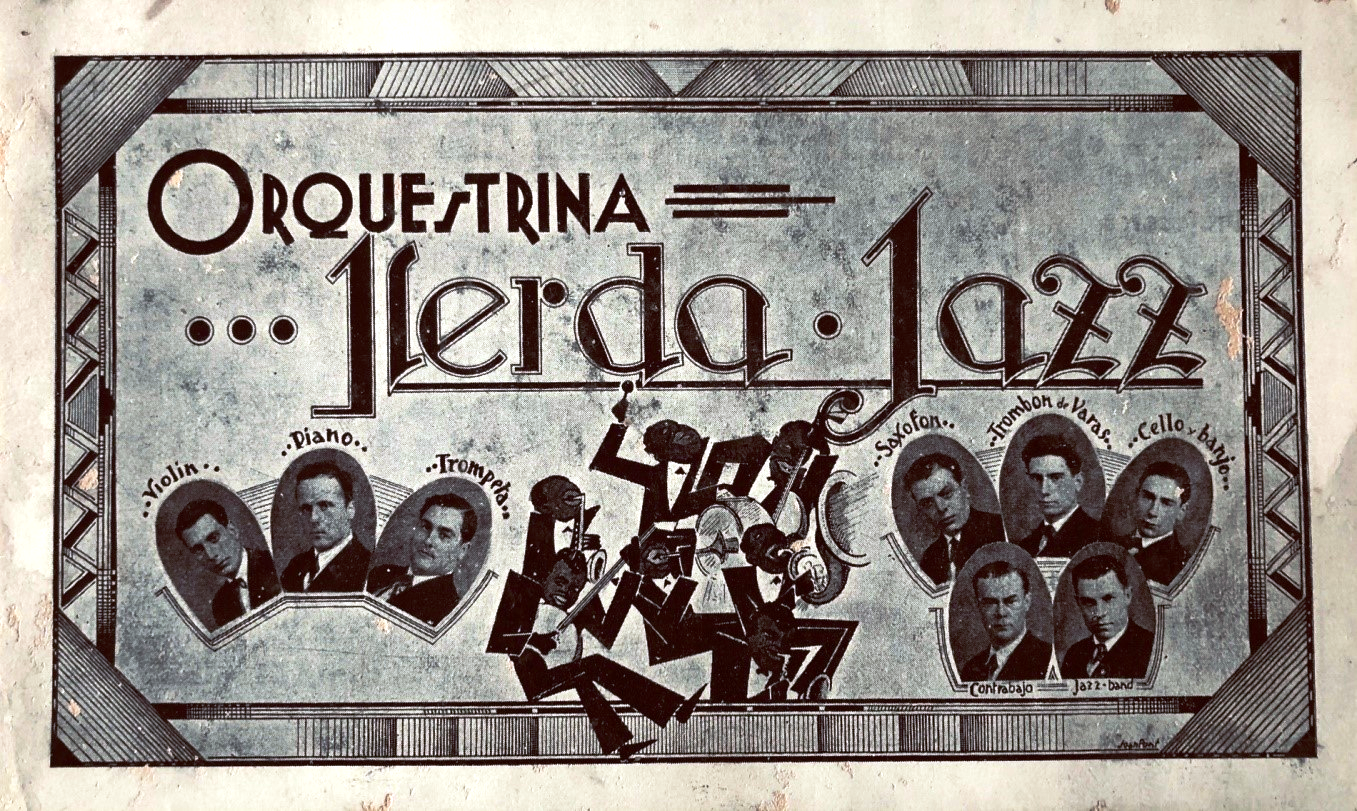
Fulletó promocional de l'Orquestrina Ilerda Jazz l’any 1930 (anvers).

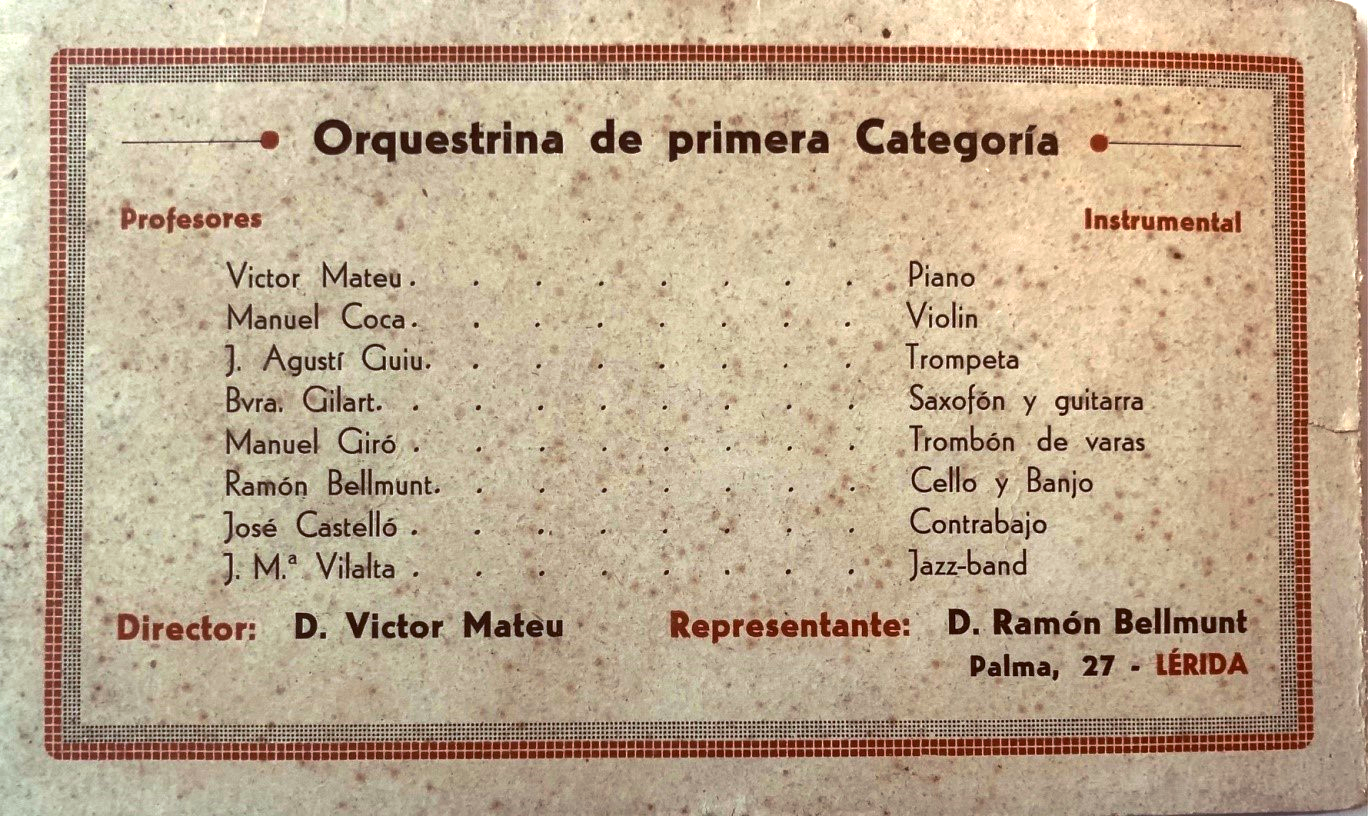
Fulletó promocional de l'Orquestrina Ilerda Jazz l’any 1930 (revers).

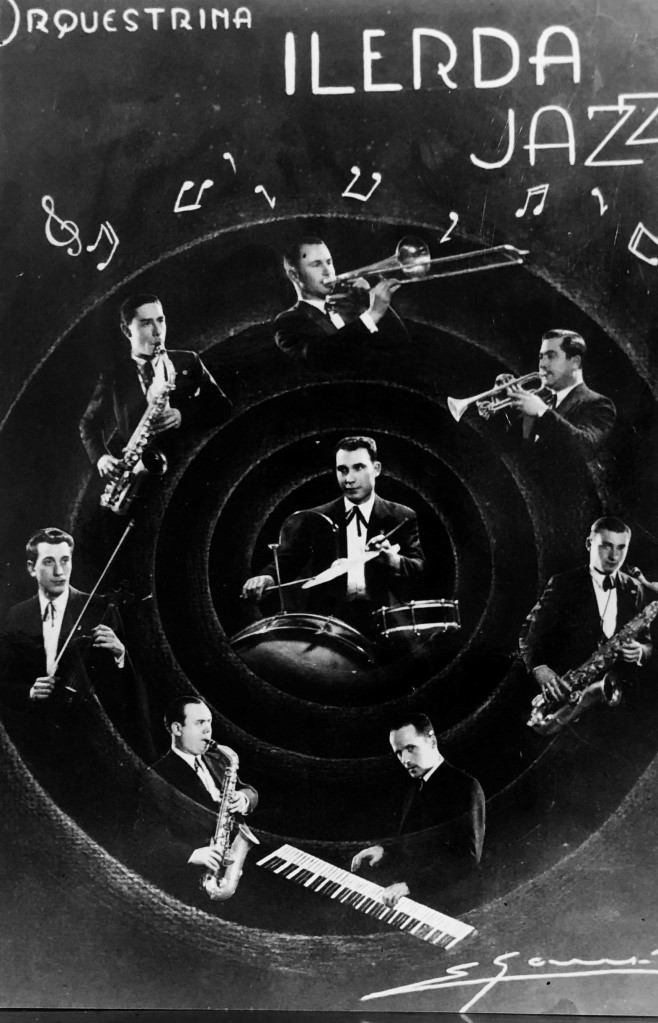
Fotografia promocional de l’Orquestrina Ilerda Jazz l'any 1930.

Pedagog musical i músic amb inquietuds, Ramon Bellmunt i Saura fou un dels introductors del Jazz a Lleida a través de nombroses agrupacions musicals, abans i després de la Guerra Civil espanyola. A partir de l’any 1930, sota la direcció del mestre Victor Mateu Moles, Ramon Bellmunt i Saura col·laborà en un projecte musical innovador d’introducció del Jazz a Lleida amb la creació de l'Orquestrina Ilerda Jazz, de la qual Ramon Bellmunt serà saxofonista, banjo i violoncel·lista, així com representant. Els primers músics agregats a aquest grup serien Bonaventura Gilart, saxo i guitarra, Enric Roca Peralta com a saxo segon, Manuel Giró Jové com a trombó de vares, Josep Agustí Guiu com a trompeta, Manuel Coca i Rodier com a violí, Josep Maria Vilalta com a bateria i Josép Castelló per al contrabaix.

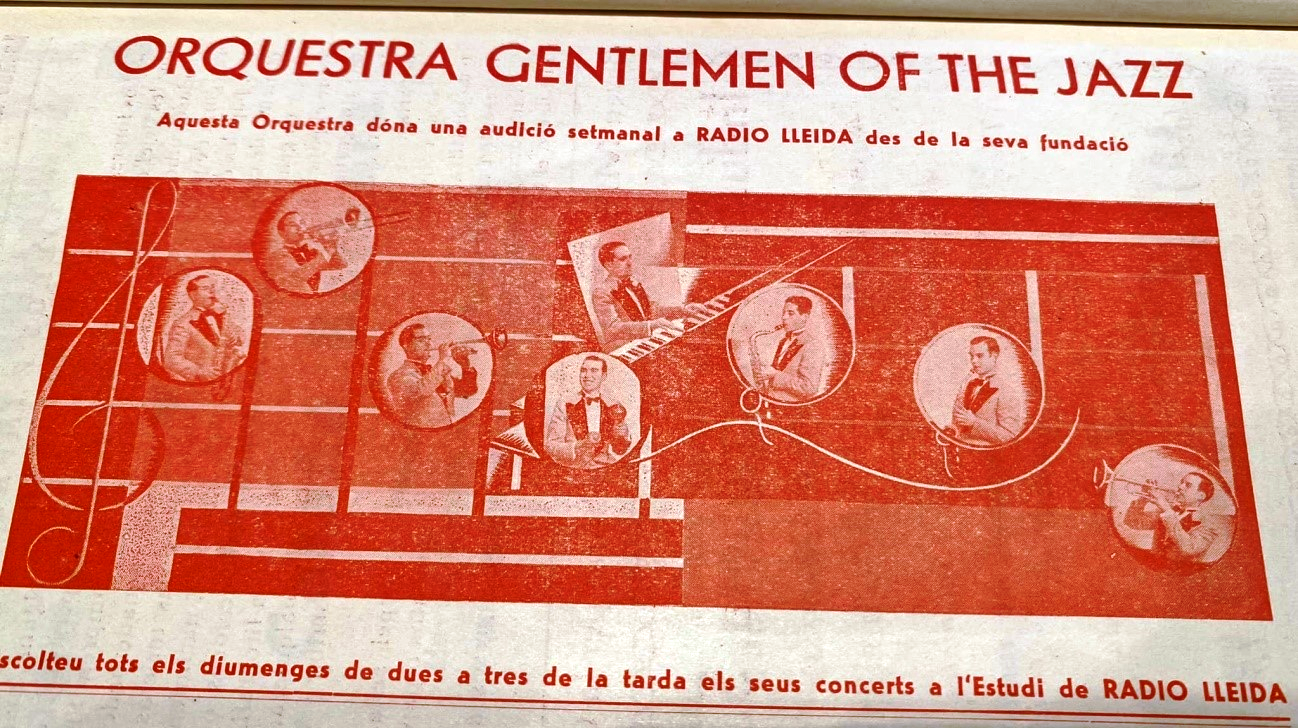
L’Orquestra Gentelmen of the Jazz l'any 1934.

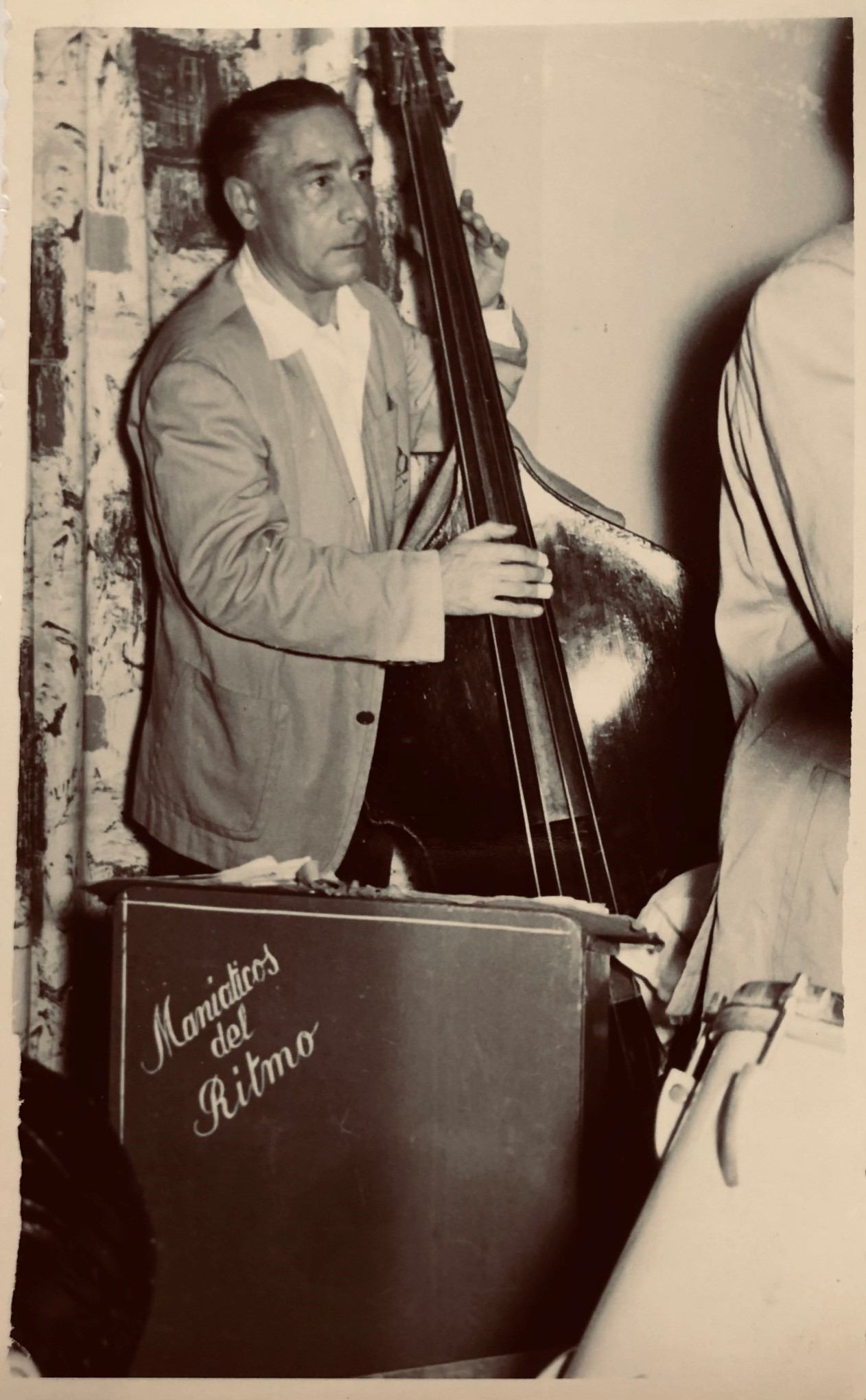
Ramon Bellmunt i Saura al Concert de la Nit de Cap d’any al Club Huracans de Lleida l'any 1959.

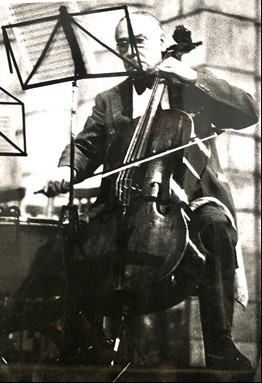
Ramon Bellmunt i Saura amb l'Orfeó Lleidatà a finals de 1960.

Altres projectes i col·laboracions orquestrals seguiren a aquesta agrupació. Així, Ramon Bellmunt i Saura col·laborà amb l'Orquesta de Cámara Municipal de Balaguer a partir de 1957 i, posteriorment, amb el Cor Orfeó Balaguerí, així com amb les orquestres Maniàtics del Ritme i Gentelmens of The Jazz, les quals serien conegudes com "Maniáticos del Ritmo" i "Caballeros del JAZZ" després de la Guerra Civil espanyola.

### Pedagog musical

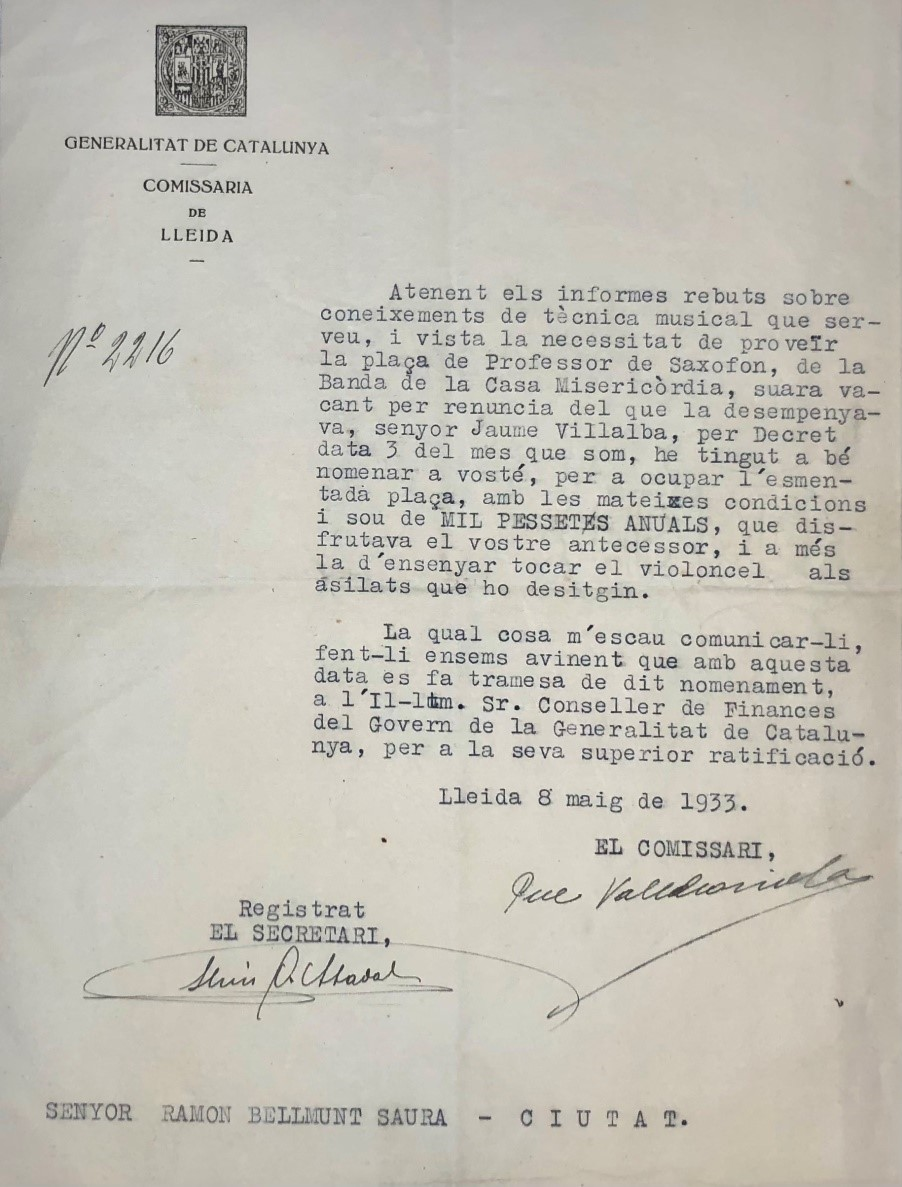
Adjudicació a Ramon Bellmunt i Saura de la plaça de professor de violoncel i saxofon a la Casa de Misericòrdia de Lleida l'any 1933.

A partir de 1933, Ramon Bellmunt i Saura obté per concurs la plaça de professor de música a la Casa de Misericòrdia de Lleida amb l’obligació de donar també classes de saxofon i violoncel als asilats.
Entre els seus alumnes, més enllà d’aquesta institució, es compta amb el nebot de Santiago Piñol Miranda, un dels directors de la Banda Municipal de Lleida, elvioloncel·lista Josep Piñol Nolla, qui mantindria contacte epistolar amb Ramon Bellmunt i Saura des del seu exili a Mèxic.
En el món de la cobla, Ramon Bellmunt i Saura participà durant dècades a la Cobla La Principal de Lleida i donà formació de contrabaix a les noves fornades de contrabaixistes de cobla. Al jubilar-se, cedí el seu contrabaix a aquesta entitat amb la condició que continuessin donant suport a les cobles que ho precisessin.

### La Guerra Civil espanyola i la nova realitat
En el context de la Guerra Civil espanyola, Ramon Bellmunt i Saura, qui formà part de la junta directiva de Joventut Republicana de Lleida al 1936, lluitarà en el front republicà des d’on anirà a França una cop finalitzada la guerra. Al tornar a Espanya fou fet presoner, foragitat de la seva plaça de funcionari municipal per les seves conviccions polítiques i internat al camp de concentració de Deusto.
El nou règim sorgit de la guerra teixí la seva pròpia infraestructura i estratègia en l’àmbit musical i sociocultural, creant un nou relat sota el paraigües de les organitzacions ”Educación y Descanso” i “Sección Femenina”, fet que portarà als músics de la generació de Ramon Bellmunt i Saura a col·laborar en les noves agrupacions folklòriques i musicals de l’època i, a poc a poc, anar guanyant quotes de llibertat personal i social. Així s’integrà amb altres companys músics de la Cobla La Principal de Lleida en els projectes d’acompanyament musical de “Los Coros y Danzas”, portant actuacions musicals folklòriques arreu d’Espanya i d’Europa.
L'any 1943, iniciades les emissions de Radio Lleida, Ramon Bellmunt i Saura, acompanyat de Manuel Oliva Escaló, Mariano Jové, Ramon Ballespí i Ramon de Francisco, col·laborà amb el “Quintet de corda Radio Lleida” en les emissions regulars de la emissora EAJ42.
Als anys 60, Ramon Bellmunt formarà part del conjunt musical “Septimino Lleida”, entre d'altres formacions, el qual estava format per Manel Oliva Escaló com a violí solista, Àngel Ros Solé com a violí primer, Antoni Garcia Berenguer i Lluis Payà López com a violins segons, Ramon Bellmunt i Saura com a violoncel, Antoni Ariche Esteve com a contrabaix i Víctor Mateu Moles com a pianista i director.
També col·laborà assíduament amb el Cercle de Belles Arts de Lleida, ja en època dels primers ajuntaments democràtics, on planificà concerts amb el seu deixeble i amic Josep Piñol Nolla, en alguna de les seves escadusseres tornades a Espanya des del seu exili a Mèxic, els quals no es van poder portar a terme per dificultats administratives i de salut.
Entre 1954 i 1980, en tant que gestor d’orquestra del Teatre Principal de Lleida i com a músic, Ramon Bellmunt i Saura col·laborà en l’organització i actuà musicalment com a violoncel en la interpretació de les tres sarsueles del Mestre Victor Mateu Moles, estrenades i posades en escena al Teatre Principal de Lleida: "La Cruz de Acero" (1955), "La fi de Macot" (1971) i "El Balcó del Serraller" (1980), aquestes dues darreres amb lletra de Josep Lladonosa i Pujol.
Així mateix, Ramon Bellmunt i Saura actuà com a músic d’acompanyament de la cantant Núria Feliu a les seves actuacions a Lleida i, també, tingué col·laboracions informals i de formació musical amb el grup lleidatà Plats i Olles.
En l'àmbit de cors i orfeons, participà a les actuacions d'Els Pueri Cantores Maristas, de l'Orfeó Lleidatà i d'altres esdeveniments musicals de caràcter social o religiós com La Passió del Palau d’Anglesola, Les Set Paraules, Luz de Belén, entre d'altres.

### Amnistia i reingrés a l’Ajuntament de Lleida
L'any 1977, passades quatre dècades de la pèrdua de la seva plaça de funcionari municipal a l'Ajuntament de Lleida, Ramon Bellmunt i Saura és amnistiat i reincorporat al seu lloc de treball en aplicació del Reial decret d’Amnistia del 30/07/76.
Entre els anys 80 i 90, Ramon Bellmunt i Saura és homenatjat per l’Ajuntament de Lleida amb un concert a l'Auditori Enric Granados, és anomenat 'Gran Persona de Lleida' i rep diversos reconeixements per part del món cultural, esportiu, sardanista i associatiu.

### Defunció de Ramon Bellmunt i Saura
Ramon Bellmunt i Saura mor a Lleida el dia 12 de gener de 1999. Entre les nombroses notes de condol hi ha la del Conseller de Cultura de la Generalitat Hble. Sr. Joan Maria Pujals i Vallvé. Durant el funeral, celebrat a l'Església de la Mare de Deu del Carme de Lleida, els mestres del Conservatori Municipal de la ciutat van entonar al violoncel el "Cant del Ocells" de Pau Casals.

### Llegat a l’Arxiu municipal de l’Ajuntament de Lleida
Ramon Bellmunt i Saura llegà a l'Arxiu Municipal de Lleida més de seixanta obres, partitures i creacions musicals de caràcter religiós, del seu padrí de fonts i mestre musical Mossèn Ramon Esteve i Carulla, que havia mort afusellat el dia 22 juliol de 1936. La donació comprèn  documents que Ramon Bellmunt i Saura havia custodiat i amagat durant la guerra civil, així com nombrosa documentació històrica i administrativa de l’època i una col·lecció epistolar de música i pedagogia musical amb altres músics com Victor Mateu Moles o Josep Piñol i Nolla.